# Pompejski slog
Pompejski slogi predstavljajo štiri obdobja, po katerih razlikujemo antično rimsko stensko slikarstvo. Prvi jih je opisal in opisal nemški umetnostni zgodovinar in arheolog August Mau, 1840–1909, iz izkopani stenskih poslikav v Pompejih, kjer je ena največjih skupin ohranjenih primerov rimskih fresk.
Slogi stenskega slikarstva so umetnostnim zgodovinarjem omogočili, da so skozi stoletja, ki so vodila do izbruha Vezuva leta 79 n. št., ki je uničil mesto in ohranil poslikave,   razmejili različne faze notranje dekoracije in ločili med slogovnimi premiki v rimski umetnosti. V zaporedju slogov se ponavljajo slogovne teme. Slike prav tako veliko povejo o blagostanju območja in specifičnih okusih v času.
Glavni namen teh fresk je bil zmanjšati klavstrofobično notranjost rimskih prostorov, ki so bili brez oken in zato temni. Slike, polne barv in življenja, so razsvetlile notranjost in naredile prostor bolj prostoren.

## Prvi slog
Prvi slog, imenovan tudi strukturni, inkrustacijski ali zidarski slog, je bil najbolj priljubljen od leta 200 pr. n. št. do 80 pr. n. št. Zanj je značilna simulacija marmorja (marmornega furniranja) z drugimi simuliranimi elementi (npr. obešeni alabastrni diski v navpičnih linijah, leseni tramovi v rumeni barvi in stebri in karnise v beli barvi) in uporaba živahnih barv, oboje znak bogastva. Ta slog je bila replika tistega, ki so ga našli v Ptolemajevih palačah bližnjega vzhoda, kjer so bili v stene vgrajeni resnični kamni in marmor in odraža tudi širjenje helenistične kulture, ko je Rim v tem obdobju vplival na druge grške in helenistične države. Našli so tudi stenske reprodukcije grških slik. Ta slog je steno razdelil na različne, večbarvne vzorce, ki so posnemali izjemno drag rezan kamen. Prvi slog je bil uporabljen tudi pri drugih slogih za okraševanje spodnjih delov sten, ki niso bili vidni toliko kot višje ravni.
Primer take je stene v Samnitejevi hiši v Herkulaneju (danes Ercolano) (konec 2. stoletja pred našim štetjem).

## Drugi slog
Drugi slog, arhitekturni slog ali "iluzionizem" je prevladovali v 1. stoletju pred našim štetjem, ko so stene okraševali z arhitekturnimi značilnostmi in trompe l'oeil (iluzija) kompozicij. Elementi tega sloga spominjajo na prvi slog, vendar se ta počasi nadomešča z novimi elementi. Ta tehnika sestoji iz poudarjanja elementov, ki jih označujejo kot tridimenzionalna realnost - npr. stebri, ki delijo stenski prostor na območja - in so bili metoda, ki so jo pogosto uporabljali Rimljani.
Zanj je značilna relativna perspektiva (ne natančna linearna perspektiva, ker ta slog vključuje matematične koncepte in znanstvene razsežnosti, kot je renesančna), da bi ustvaril trompe l'oeil v stenskih slikah. Slikano ravnino so potisnili še dlje nazaj v steno s poslikanimi arhitektonskimi značilnostmi, kot so jonski stebri ali odri. Te stenske poslikave so preprečile klavstrofobično naravo majhnih sob brez oken v rimskih hišah.
Podobe in krajine so se začele uvajati v prvi slog okrog leta 90 pr. n. št. in se razširile od 70 pr. n. št. in naprej, skupaj z iluzionističnimi in arhitektonskimi motivi. Dekoracija je morala dati kar največji vtis globine. Imitacije podob so se pojavile najprej v višjem predelu stene, nato (po 50 pr. n. št.) v ozadju krajin, ki so omogočale prizorišče za mitološke zgodbe, gledališke maske ali dekoracije.
V času Avgusta se je slog razvil. Lažni arhitekturni elementi so odprli široke prostore, s katerimi lahko poslikali umetniške kompozicije. Razvila se je struktura, ki so jo navdihovali scenski kompleti, pri čemer eno veliko osrednjo ploskev spremljata dve manjši. V tem slogu se je nadaljevala iluzionistična tendenca z razpadom zidov z naslikanimi arhitekturnimi elementi ali prizori. Elementi krajine so sčasoma prevzeli celotno steno, brez okvirjev, zato se je gledalcu zdelo, kot da gleda iz sobe na pravo sceno. V bistvu je bil bolj razvit drugi slog antiteza prvega sloga. Namesto da bi stene omejili in okrepili, je bil cilj razbiti zid, da bi prikazali prizore narave in zunanjega sveta. Velik del globine zrelega drugega sloga izhaja iz uporabe zračne (atmosferske) perspektive, ki je zameglila videz predmetov. Tako je ospredje precej natančno, medtem ko je ozadje nekoliko nejasno vijolično, modro in sivo.
Eden najbolj prepoznavnih in edinstvenih del, ki predstavljajo drugi slog, je Dionizijev skrivnostni friz v Vili misterijev. V tem delu je upodobljen Dionizijev kult, ki ga sestavljajo večinoma ženske. Na prizorišču pa je upodobljen en fant.
Moda, zlasti od 40. let pred našim štetjem dalje, se je začela zmanjševati v zadnjem desetletju pred našim štetjem.
Primer je arhitekturna slika v vili Boscoreale pri Boscoreale (ok. 40 pr. n. št.).

## Tretji slog
Tretji slog ali okrašen slog, je bil priljubljen okrog leta 20–10 pred našim štetjem kot odziv na strogost prejšnjega obdobja. Ta pušča prostor za bolj figurativno in barvito dekoracijo, s splošnim bolj okrasnim občutkom in pogosto predstavlja odlično fino izvedbo. Ta slog je običajno označen kot preprosto eleganten.
Njegova glavna značilnost je bila odmik od iluzionističnih metod, čeprav so se te (skupaj s figuralnim prikazom) kasneje vrnile v ta slog. Spoštoval je stroga pravila simetrije, ki jih narekuje osrednji element, ki deli steno na 3 horizontalne in 3 do 5 vertikalnih con. Navpične cone bi razdelili z geometrijskimi motivi ali bazami ali vitkimi stebri listja obešeni okoli svečnikov. V ozadju so se pojavili občutljivi motivi ptic ali pol-fantastičnih živali. Rastline in značilno egiptovske živali so bile pogoste, kot del egiptomanije v rimski umetnosti po Avgustovem porazu Kleopatre in pripojitvi Egipta leta 30 pr. n. št.
Te slike so bile okrašene z občutljivimi linearnimi fantazijami, pretežno monokromatskimi, ki so nadomestile tridimenzionalne svetove drugega sloga. Primer Livijine vile v Prima Porta zunaj Rima (30–20 pr. n. št.). V ta slog so vključene tudi podobe, podobne tistemu v Cubiculumu 15 vile Agripe Postumus v Boscotrecase (ok. 10 pr. n. št.). Vključujejo občutljiv arhitekturni okvir na praznem, enobarvnem ozadju s samo majhno sceno, ki je v sredini, kot majhna plavajoča pokrajina.
Najdene so bile v Rimu do leta 40 n. št. in na območju Pompejev do leta 60 n. št.

## Četrti slog
Četrti slog v rimskem stenskem slikarstvu (ok. 60–79 AD) je na splošno manj okrašen kot predhodnik. Slog je bil veliko bolj zapleten. Obnavlja obsežno narativno slikarstvo in panoramske razglede, hkrati pa ohranja arhitekturne podrobnosti drugega in prvega sloga. V Julio-Klavdijski fazi (okoli 20–54 n. št.) prevladuje tekstilu podobna kakovost in zdi se, da vitice povezujejo vse elemente na steni. Barve se zopet segrejejo in izkoriščajo prednost pri upodabljanju prizorov iz mitologije.
Splošni občutek sten je običajno tvoril mozaik okvirjenih slik, ki so zajele vse stene. Spodnje cone teh sten so bile sestavljene iz prvega sloga. Plošče so bile uporabljene tudi s cvetličnimi vzorci na stenah. Odličen primer četrtega sloga je soba Ixiona v hiši Vettii v Pompejih. Eden največjih prispevkov v četrtem slogu je napredek tihožitij z intenzivnim prostorom in svetlobo. Senčenje je bilo v rimskem tihožitju zelo pomembno. Ta slog ni bil nikoli resnično ponovno viden do 17. in 18. stoletja z Nizozemci. Uporabljal se je tudi v 17. in 18. stoletju v Angliji.